# Demonax polyzonus
Demonax polyzonus är en skalbaggsart som beskrevs av Francis Polkinghorne Pascoe 1869. Demonax polyzonus ingår i släktet Demonax och familjen långhorningar. Inga underarter finns listade i Catalogue of Life.